# Terphothrix lojana
Terphothrix lojana är en fjärilsart som beskrevs av William Schaus 1927. Terphothrix lojana ingår i släktet Terphothrix och familjen tofsspinnare. Inga underarter finns listade i Catalogue of Life.